# West Ham United Women Football Club 2023-2024
Questa voce raccoglie le informazioni riguardanti il West Ham United Women Football Club nelle competizioni ufficiali della stagione 2023-2024.

## Stagione
La stagione 2023-24 della prima squadra femminile del West Ham è partita con la nomina di Rehanne Skinner come nuova allenatrice, al posto di Paul Konchesky, che aveva guidato la squadra nella stagione precedente. Il campionato di Women's Super League è stato concluso all'undicesimo posto con 15 punti conquistati, frutto di 3 vittorie, 6 pareggi e 13 sconfitte. L'avvio di campionato era stato influenzato sia dal fatto che Skinner era arrivata a metà estate sia dalla partenza di alcune calciatrici chiave, infatti la squadra era al penultimo posto in classifica alla fine del girone d'andata con soli 5 punti conquistati. Alcuni arrivi di rilievo nel corso della finestra invernale di mercato, quali Shalina Zadorsky, Katrina Gorry e Kristie Mewis, contribuirono a un miglioramento nelle prestazioni, culminate in due vittorie consecutive all'inizio del girone di ritorno. I punti conquistati nel girone di ritorno consentirono di mantenere una distanza di sicurezza dall'ultimo posto, che avrebbe significato la retrocessione.
In Women's FA Cup la squadra venne subito eliminata al quarto turno, dopo aver perso contro il Chelsea dopo i tempi supplementari. In Women's FA League Cup la squadra non ha superato la fase a gruppi, avendo concluso al terzo posto il gruppo E.

## Maglie e sponsor
Le tenute di gioco solo le stesse adottate dal West Ham Utd maschile: la divisa casalinga era stata annunciata il 10 luglio 2023, la seconda divisa il 22 luglio successivo, mentre la terza divisa venne resa pubblica il 19 agosto.
| Casa | Trasferta | Terza divisa |

## Rosa
| N. |                          | Ruolo | Calciatrice           |
| -- | ------------------------ | ----- | --------------------- |
| 1  | Nuova Zelanda (bandiera) | P     | Mackenzie Arnold      |
| 2  | Scozia (bandiera)        | D     | Kirsty Smith          |
| 3  | Giappone (bandiera)      | D     | Risa Shimizu          |
| 4  | Inghilterra (bandiera)   | C     | Abbey-Leigh Stringer  |
| 5  | Belgio (bandiera)        | C     | Amber Tysiak          |
| 7  | Scozia (bandiera)        | C     | Lisa Evans            |
| 7  | Svezia (bandiera)        | C     | Marika Bergman Lundin |
| 8  | Danimarca (bandiera)     | C     | Emma Snerle           |
| 9  | Giappone (bandiera)      | A     | Riko Ueki             |
| 10 | Islanda (bandiera)       | C     | Dagný Brynjarsdóttir  |
| 11 | Irlanda (bandiera)       | C     | Isibeal Atkinson      |
| 12 | Inghilterra (bandiera)   | A     | Emma Harries          |
| 14 | Canada (bandiera)        | D     | Shelina Zadorsky      |

| N. |                        | Ruolo | Calciatrice        |
| -- | ---------------------- | ----- | ------------------ |
| 15 | Stati Uniti (bandiera) | C     | Kirsty Mewis       |
| 16 | Irlanda (bandiera)     | C     | Jessica Ziu        |
| 17 | Inghilterra (bandiera) | C     | Melisa Filis       |
| 18 | Inghilterra (bandiera) | D     | Anouk Denton       |
| 19 | Giappone (bandiera)    | C     | Honoka Hayashi     |
| 20 | Francia (bandiera)     | A     | Viviane Asseyi     |
| 21 | Inghilterra (bandiera) | D     | Shannon Cooke      |
| 22 | Australia (bandiera)   | C     | Katrina Gorry      |
| 23 | Francia (bandiera)     | D     | Hawa Cissoko       |
| 24 | Irlanda (bandiera)     | D     | Jessie Stapleton   |
| 25 | Irlanda (bandiera)     | P     | Megan Walsh        |
| 35 | Inghilterra (bandiera) | A     | Princess Ademiluyi |
| 41 | Inghilterra (bandiera) | C     | Keira Flannery     |

## Calciomercato

### Sessione estiva
| Acquisti | Acquisti         | Acquisti           | Acquisti |
| R.       | Nome             | da                 | Modalità |
| -------- | ---------------- | ------------------ | -------- |
| P        | Katelin Talbert  | Benfica            | [ 10 ]   |
| P        | Megan Walsh      | Brighton & Hove    | [ 11 ]   |
| D        | Jessie Stapleton | Shelbourne         | [ 12 ]   |
| A        | Emma Harries     | Reading            | [ 13 ]   |
| A        | Riko Ueki        | Tokyo Verdy Beleza | [ 14 ]   |

| Cessioni | Cessioni        | Cessioni              | Cessioni      |
| R.       | Nome            | a                     | Modalità      |
| -------- | --------------- | --------------------- | ------------- |
| P        | Sophie Hillyerd | London City Lionesses | [ 15 ]        |
| P        | Katelin Talbert | Djurgården            | prestito      |
| D        | Maisy Barker    | Ipswich Town          | [ 16 ]        |
| D        | Grace Fisk      | Liverpool             | [ 15 ]        |
| D        | Lucy Parker     | Aston Villa           | [ 15 ]        |
| C        | Brooke Cairns   | Wolverhampton         | [ 15 ]        |
| C        | Halle Houssein  | Reading               | prestito      |
| C        | Kate Longhurst  | Charlton Athletic     | [ 18 ]        |
| A        | Amalie Thestrup | PSV                   | fine prestito |

### Sessione invernale
| Acquisti | Acquisti              | Acquisti     | Acquisti |
| R.       | Nome                  | da           | Modalità |
| -------- | --------------------- | ------------ | -------- |
| D        | Shelina Zadorsky      | Tottenham    | prestito |
| C        | Marika Bergman Lundin | Häcken       | [ 20 ]   |
| C        | Katrina Gorry         | Vittsjö GIK  | [ 21 ]   |
| C        | Kristie Mewis         | NJ/NY Gotham | [ 22 ]   |

| Cessioni | Cessioni         | Cessioni          | Cessioni |
| R.       | Nome             | a                 | Modalità |
| -------- | ---------------- | ----------------- | -------- |
| D        | Jessie Stapleton | Reading           | prestito |
| C        | Isibeal Atkinson | Crystal Palace    | [ 24 ]   |
| C        | Lisa Evans       | Bristol City      | [ 25 ]   |
| C        | Melisa Filis     | Charlton Athletic | prestito |
| C        | Keira Flannery   | Reading           | prestito |

## Risultati

### Women's Super League

#### Girone di andata
| Arbitro: | Bryne |

|  |           |                    |
|  | Marcatori | 48’ Hemp 55’ Roord |

| Arbitro: | Benn |

|  |           |                    |
|  | Marcatori | 12’ Smith 52’ Ueki |

| Arbitro: | Pearson |

|                       |           |  |
| Kerr 36’ Cuthbert 90’ | Marcatori |  |

| Arbitro: | Hughes |

|            |           |              |
| Ueki 90+5’ | Marcatori | 52’ Höbinger |

| Arbitro: | Dowle |

|                              |           |                                   |
| Asseyi 27’ (rig.) Ueki 45+3’ | Marcatori | 32’ Thestrup 37’ Powell 55’ Aspin |

| Arbitro: | Cross |

|                                                        |           |  |
| Geyse 3’ Turner 42’ Parris 45+1’ García 88’ Malard 90’ | Marcatori |  |

| Arbitro: | Stroud |

|                             |           |                                |
| Asseyi 27’ (rig.) Evans 80’ | Marcatori | 31’ Patten 50’ Leon 90+2’ Daly |

| Arbitro: | Benn |

|                         |           |  |
| Maanum 2’ Mead 18’, 41’ | Marcatori |  |

| Arbitro: | Soneye |

|  |           |                  |
|  | Marcatori | 63’ K. Holmgaard |

| Arbitro: | Simms |

|               |           |               |
| Petermann 68’ | Marcatori | 90+8’ Hayashi |

| Arbitro: | Pearson |

|                                   |           |                                            |
| Shimizu 35’ Asseyi 62’ Tysiak 70’ | Marcatori | 6’, 48’ Clinton 43’ Bizet Ildhusøy 75’ Naz |

#### Girone di ritorno
| Arbitro: | Impey |

|              |           |                        |
| Thestrup 48’ | Marcatori | 13’ Hayashi 55’ Asseyi |

| Arbitro: | Burgin |

|                               |           |           |
| Asseyi 50’ (rig.) Cissoko 58’ | Marcatori | 43’ Russo |

| Arbitro: | Backhouse |

|                        |           |  |
| Piemonte 83’ Galli 86’ | Marcatori |  |

| Arbitro: | Burgin |

|            |           |             |
| Asseyi 85’ | Marcatori | 4’ Williams |

| Arbitro: | Heaslip |

|                                 |           |          |
| Kiernan 41’ Kearns 50’ Haug 73’ | Marcatori | 87’ Ueki |

| Arbitro: | Wilson |

|  |           |                              |
|  | Marcatori | 2’ Beever-Jones 88’ Cuthbert |

| Dagenham 31 marzo 2024, ore 15:00 UTC+1 18ª giornata | West Ham | 0 – 0 referto | Brighton & Hove | Victoria Road\| Arbitro: \| Dowle \| |
| Arbitro:                                             | Dowle    |               |                 |                                      |

| Arbitro: | Byrne |

|                                                 |           |  |
| Ouahabi 1’ Shaw 3’, 24’ Blindkilde 81’ Park 86’ | Marcatori |  |

| Arbitro: | Heaslip |

|             |           |             |
| Lehmann 72’ | Marcatori | 90+5’ Cooke |

| Arbitro: | Byrne |

|          |           |            |
| Ueki 13’ | Marcatori | 36’ Howard |

| Arbitro: | Cross |

|                                 |           |          |
| England 4’ Naz 86’ Spence 90+9’ | Marcatori | 50’ Ueki |

### Women's FA Cup
| Arbitro: | Heaslip |

|                                                    |           |            |
| Fishel 70’ Cuthbert 101’ Aggie Beever-Jones 105+2’ | Marcatori | 18’ Asseyi |

### FA Women's League Cup

#### Fase a gruppi
| Arbitro: | Impey |

|                          |           |              |
| Harries 58’ Atkinson 78’ | Marcatori | 20’ Humphrey |

| Arbitro: | Fearn |

|                                                    |           |             |
| Bergsvand 45+1’ Losada 52’ (rig.) Sarri 61’ (rig.) | Marcatori | 89’ Cissoko |

| Arbitro: | Fearn |

|                    |           |            |
| Agg 18’ Harris 48’ | Marcatori | 90+2’ Ueki |

## Statistiche

### Statistiche di squadra
| Competizione          | Punti | In casa | In casa | In casa | In casa | In casa | In casa | In trasferta | In trasferta | In trasferta | In trasferta | In trasferta | In trasferta | Totale | Totale | Totale | Totale | Totale | Totale | DR  |
| Competizione          | Punti | G       | V       | N       | P       | Gf      | Gs      | G            | V            | N            | P            | Gf           | Gs           | G      | V      | N      | P      | Gf     | Gs     | DR  |
| --------------------- | ----- | ------- | ------- | ------- | ------- | ------- | ------- | ------------ | ------------ | ------------ | ------------ | ------------ | ------------ | ------ | ------ | ------ | ------ | ------ | ------ | --- |
| Women's Super League  | 15    | 11      | 1       | 4       | 6       | 12      | 19      | 11           | 2            | 2            | 7            | 8            | 26           | 22     | 3      | 6      | 13     | 20     | 45     | -25 |
| Women's FA Cup        | -     | 0       | 0       | 0       | 0       | 0       | 0       | 1            | 0            | 0            | 1            | 1            | 3            | 1      | 0      | 0      | 1      | 1      | 3      | -2  |
| Women's FA League Cup | -     | 1       | 1       | 0       | 0       | 2       | 1       | 2            | 0            | 0            | 2            | 2            | 5            | 3      | 1      | 0      | 2      | 4      | 6      | -2  |
| Totale                | -     | 12      | 2       | 4       | 6       | 14      | 20      | 13           | 2            | 2            | 10           | 11           | 34           | 26     | 4      | 6      | 16     | 25     | 54     | -29 |

### Andamento in campionato
| Giornata  | 1  | 2 | 3 | 4 | 5 | 6 | 7  | 8  | 9  | 10 | 11 | 12 | 13 | 14 | 15 | 16 | 17 | 18 | 19 | 20 | 21 | 22 |
| --------- | -- | - | - | - | - | - | -- | -- | -- | -- | -- | -- | -- | -- | -- | -- | -- | -- | -- | -- | -- | -- |
| Luogo     | C  | T | T | C | C | T | C  | T  | C  | T  | C  | T  | C  | T  | C  | T  | C  | C  | T  | T  | C  | T  |
| Risultato | P  | V | P | N | P | P | P  | P  | P  | N  | P  | V  | V  | P  | N  | P  | P  | N  | P  | N  | N  | P  |
| Posizione | 12 | 7 | 9 | 8 | 8 | 9 | 11 | 11 | 12 | 11 | 11 | 11 | 9  | 10 | 11 | 11 | 11 | 11 | 11 | 11 | 11 | 11 |

Legenda:

Luogo: C = Casa; T = Trasferta. Risultato: V = Vittoria; N = Pareggio; P = Sconfitta.

### Statistiche delle giocatrici
| Giocatore         | Women's Super League | Women's Super League | Women's Super League | Women's Super League | Women's FA Cup | Women's FA Cup | Women's FA Cup | Women's FA Cup | Women's FA League Cup | Women's FA League Cup | Women's FA League Cup | Women's FA League Cup | Totale   | Totale | Totale      | Totale     |
| Giocatore         | Presenze             | Reti                 | Ammonizioni          | Espulsioni           | Presenze       | Reti           | Ammonizioni    | Espulsioni     | Presenze              | Reti                  | Ammonizioni           | Espulsioni            | Presenze | Reti   | Ammonizioni | Espulsioni |
| ----------------- | -------------------- | -------------------- | -------------------- | -------------------- | -------------- | -------------- | -------------- | -------------- | --------------------- | --------------------- | --------------------- | --------------------- | -------- | ------ | ----------- | ---------- |
| P. Ademiluyi      | 11                   | 0                    | 0                    | 0                    | 1              | 0              | 0              | 0              | 3                     | 0                     | 0                     | 0                     | 15       | 0      | 0           | 0          |
| M. Arnold         | 19                   | -40                  | 0                    | 0                    | 1              | -3             | 1              | 0              | 1                     | -2                    | 0                     | 0                     | 21       | -45    | 1           | 0          |
| V. Asseyi         | 22                   | 6                    | 4                    | 0                    | 1              | 1              | 0              | 0              | 3                     | 0                     | 1                     | 0                     | 26       | 7      | 5           | 0          |
| I. Atkinson       | 7                    | 0                    | 1                    | 0                    | -              | -              | -              | -              | 2                     | 1                     | 2                     | 0                     | 9        | 1      | 3           | 0          |
| M. Bergman Lundin | 8                    | 0                    | 1                    | 0                    | -              | -              | -              | -              | -                     | -                     | -                     | -                     | 8        | 0      | 1           | 0          |
| D. Brynjarsdóttir | 0                    | 0                    | 0                    | 0                    | -              | -              | -              | -              | -                     | -                     | -                     | -                     | 0        | 0      | 0           | 0          |
| H. Cissoko        | 20                   | 1                    | 8                    | 1                    | -              | -              | -              | -              | 3                     | 1                     | 0                     | 0                     | 23       | 2      | 8           | 1          |
| S. Cooke          | 19                   | 1                    | 2                    | 0                    | 1              | 0              | 0              | 0              | 3                     | 0                     | 1                     | 0                     | 23       | 1      | 3           | 0          |
| A. Denton         | 15                   | 0                    | 1                    | 0                    | 1              | 0              | 0              | 0              | 3                     | 0                     | 0                     | 0                     | 19       | 0      | 1           | 0          |
| L. Evans          | 9                    | 1                    | 1                    | 0                    | -              | -              | -              | -              | 2                     | 0                     | 0                     | 0                     | 11       | 1      | 1           | 0          |
| M. Filis          | 9                    | 0                    | 1                    | 0                    | -              | -              | -              | -              | 2                     | 0                     | 0                     | 0                     | 11       | 0      | 1           | 0          |
| K. Flannery       | 2                    | 0                    | 0                    | 0                    | -              | -              | -              | -              | 2                     | 0                     | 0                     | 0                     | 4        | 0      | 0           | 0          |
| K. Gorry          | 7                    | 0                    | 1                    | 0                    | 1              | 0              | 1              | 0              | -                     | -                     | -                     | -                     | 8        | 0      | 2           | 0          |
| E. Harries        | 17                   | 0                    | 1                    | 0                    | 1              | 0              | 0              | 0              | 2                     | 1                     | 0                     | 0                     | 20       | 1      | 1           | 0          |
| H. Hayashi        | 21                   | 2                    | 0                    | 0                    | 1              | 0              | 0              | 0              | 1                     | 0                     | 0                     | 0                     | 23       | 2      | 0           | 0          |
| K. Mewis          | 3                    | 0                    | 0                    | 0                    | -              | -              | -              | -              | -                     | -                     | -                     | -                     | 3        | 0      | 0           | 0          |
| R. Shimizu        | 22                   | 1                    | 3                    | 0                    | 1              | 0              | 1              | 0              | 3                     | 0                     | 0                     | 0                     | 26       | 1      | 4           | 0          |
| K. Smith          | 22                   | 1                    | 4                    | 0                    | 1              | 0              | 0              | 0              | 2                     | 0                     | 0                     | 0                     | 25       | 1      | 4           | 0          |
| E. Snerle         | 11                   | 0                    | 1                    | 0                    | 1              | 0              | 0              | 0              | 1                     | 0                     | 0                     | 0                     | 13       | 0      | 1           | 0          |
| J. Stapleton      | 1                    | 0                    | 0                    | 0                    | -              | -              | -              | -              | 1                     | 0                     | 1                     | 0                     | 2        | 0      | 1           | 0          |
| A-L. Stringer     | 8                    | 0                    | 2                    | 0                    | -              | -              | -              | -              | 3                     | 0                     | 1                     | 0                     | 11       | 0      | 3           | 0          |
| A. Tysiak         | 17                   | 1                    | 2                    | 0                    | 1              | 0              | 1              | 0              | 2                     | 0                     | 0                     | 0                     | 20       | 1      | 3           | 0          |
| R. Ueki           | 22                   | 6                    | 4                    | 0                    | 1              | 0              | 0              | 0              | 3                     | 1                     | 0                     | 0                     | 26       | 7      | 4           | 0          |
| M. Walsh          | 3                    | -5                   | 0                    | 0                    | -              | -              | -              | -              | 2                     | -4                    | 0                     | 0                     | 5        | -9     | 0           | 0          |
| S. Zadorsky       | 9                    | 0                    | 0                    | 0                    | 1              | 0              | 0              | 0              | -                     | -                     | -                     | -                     | 10       | 0      | 0           | 0          |
| J. Ziu            | 16                   | 0                    | 1                    | 0                    | 1              | 0              | 0              | 0              | 2                     | 0                     | 0                     | 0                     | 19       | 0      | 1           | 0          |